# Xenopoclinus kochi
Xenopoclinus kochi är en fiskart som beskrevs av Smith, 1948. Xenopoclinus kochi ingår i släktet Xenopoclinus och familjen Clinidae. Inga underarter finns listade i Catalogue of Life.